# Eduard Matwijczuk
Eduard Łeonidowycz Matwijczuk, ukr. Едуард Леонідович Матвійчук (ur. 27 kwietnia 1963 w miejscowości Wełyki Łuczky) – ukraiński polityk i dziennikarz, poseł do Rady Najwyższej IV, V, VI i VIII kadencji, w latach 2010–2013 przewodniczący Odeskiej Obwodowej Administracji Państwowej.

## Życiorys
Ukończył w 1986 fizykę na Użhorodzkim Uniwersytecie Państwowym. Pracował jako nauczyciel fizyki i inspektor w administracji oświatowej. Był prezesem lokalnego klubu piłkarskiego, a także redaktorem naczelnym gazety „Jewro-Centr”.
W 2002 uzyskał mandat posła IV kadencji, kandydując z listy krajowej Bloku Nasza Ukraina jako członek Partii Solidarność Petra Poroszenki. W 2003 przeszedł na stronę rządzącej koalicji, dołączając do frakcji Regiony Ukrainy i następnie do Partii Regionów. Z ramienia tego ugrupowania w 2006 i w 2007 z powodzeniem ubiegał się o poselską reelekcję. Złożył mandat poselski w związku z powołaniem w marcu 2010 na urząd gubernatora obwodu odeskiego, który sprawował do listopada 2013. Później do lutego 2014 pełnił funkcję doradcy prezydenta Wiktora Janukowycza. Po wydarzeniach Euromajdanu opuścił Partię Regionów, jako kandydat niezależny w październiku 2014 został wybrany do Rady Najwyższej VIII kadencji w jednym z okręgów obwodu odeskiego.

## Odznaczenia
- Order „Za zasługi” III klasy (2011)[1]